# Liz Sheridan
Liz Sheridan, nome artístico de Elizabeth Ann Sheridan (Rye, 10 de abril de 1929 — Nova Iorque, 15 de abril de 2022) foi uma atriz estadunidense.

## Vida
Filha da cantora Elizabeth Poole-Jones e do pianista clássico Frank Sheridan, começou sua carreira dançando e cantando em boates.
No início da década de 1950, conheceu James Dean com quem teve um breve relacionamento (relacionamento descrito em seu livro "Dizzy & Jimmy: My Life with James Dean: A Love Story").
Em 1953, foi trabalhar no Caribe e em Porto Rico com um a trupe de dança. Na década de 1970, participou do corpo de dança de espetáculos na Broadway, ao mesmo tempo que começou a atuar em peças teatrais.
Na televisão, começou a trabalhar em episódios de seriados, como Kojak, Moonlighting (telefilme), The A-Team, entre muitos outros. Em Seinfeld e ALF (série de televisão), tinha um papel fixo. 
No cinema, começou na comédia "Jekyll and Hyde... Together Again", em 1982. Também atuou em Star 80, Perigosamente Juntos, Who's That Girl, entre outros filmes.

## Morte
Morreu em 15 de abril de 2022, em Nova Iorque, de causas naturais, durante a noite enquanto dormia.